# ماثياس بوغبا
ماثياس بوغبا (بالفرنسية: Mathias Pogba)‏ (من مواليد 19 أغسطس 1990) هو لاعب كرة لقدم محترف غيني الذي يلعب حاليا في مركز المهاجم ل سبارتا روتردام في الدوري الهولندي الممتاز. بدأ مسيرته في عالم الشباب مع سلتا فيغو.
1. 1 2  "Pogba". C.D. Manchego Ciudad Real (بالإسبانية). Archived from the original on 2019-09-24. Retrieved 2019-09-24.
2. ↑  "معلومات عن ماثياس بوغبا على موقع transfermarkt.com". transfermarkt.com. مؤرشف من الأصل في 2020-02-22. {{استشهاد ويب}}: |archive-date= / |archive-url= timestamp mismatch (مساعدة)
3. ↑  "معلومات عن ماثياس بوغبا على موقع national-football-teams.com". national-football-teams.com. مؤرشف من الأصل في 2019-08-11. {{استشهاد ويب}}: |archive-date= / |archive-url= timestamp mismatch (مساعدة)
4. ↑  "معلومات عن ماثياس بوغبا على موقع soccerbase.com". soccerbase.com. مؤرشف من الأصل في 2016-04-02.

## وصلات خارجية
- ماثياس بوغبا على موقع الاتحاد الدولي (مؤرشف)  (الإنجليزية)
- ماثياس بوغبا على موقع إي إس بي إن إف سي (الإنجليزية)
- ماثياس بوغبا على موقع قاعدة بيانات كرة القدم.إي يو (الإنجليزية)
- ماثياس بوغبا على موقع ليكيب (الفرنسية)
- ماثياس بوغبا على موقع ناشيونال فوتبول تيمز (الإنجليزية)
- ماثياس بوغبا على موقع Soccerbase.com (لاعب) (الإنجليزية)
- ماثياس بوغبا على موقع Soccerway.com (الإنجليزية)
- ماثياس بوغبا على موقع عالم كرة القدم.نت (الإنجليزية)